# Stagetus andalusiacus
Stagetus andalusiacus is een keversoort uit de familie klopkevers (Anobiidae). De wetenschappelijke naam van de soort is voor het eerst geldig gepubliceerd in 1861 door Aubé.